# Acetil-CoA
La acetilcoenzima A (normalmente denominada Acetil-CoA) es una molécula intermediaria del metabolismo celular de proteínas, glúcidos y lípidos. Se produce cuando una molécula de coenzima A se une a otra de ácido acético.

## Función
La acetilcoenzima A forma parte de numerosas rutas metabólicas, tanto anabólicas como catabólicas.

### Rutas catabólicas
La acetilcoenzima A es una molécula clave en diversas rutas catabólicas, entre otras:
- Descarboxilación oxidativa del ácido pirúvico. El ácido pirúvico sufre una descarboxilación oxidativa en el complejo piruvato deshidrogenasa de la matriz mitocondrial, antes de entrar al ciclo de Krebs, y un grupo carboxilo es eliminado en forma de dióxido de carbono, quedando un grupo acetilo (-CO-CH3) con dos carbonos que es aceptado por la coenzima A y se forma acetil-CoA, que es, por tanto, un compuesto clave entre la glucólisis y el ciclo de Krebs. Esta reacción es imprescindible para que la oxidación de los glúcidos (glucógeno, glucosa) continúe por la vía aeróbica (ciclo de Krebs, cadena respiratoria, fosforilación oxidativa). De este modo puede aprovecharse toda la energía contenida en dichos nutrientes, con obtención de una cantidad máxima de ATP.

- Beta oxidación de los ácidos grasos. Los ácidos grasos son escindidos en fragmentos de dos carbonos que son aceptados por el coenzima A originando acetil-CoA que ingresa en el ciclo de Krebs.

### Rutas anabólicas
La acetilcoenzima A es también una molécula clave en diversas rutas anabólicas (biosíntesis):
- Gluconeogénesis: síntesis de glucosa a partir de precursores no glucídicos.
- Biosíntesis de ácidos grasos.
- Biosíntesis de aminoácidos.
- Síntesis del neurotransmisor acetilcolina (de gran importancia en las placas motoras, para estimular las contracciones musculares), con ayuda de la colina y una enzima específica que cataliza la unión.